# Постемп
Постемп (пол. Postęp) — польский дворянский герб.

## Описание
Описание герба в «Сборнике дипломных гербов Польского Дворянства» (РГИА. Ф.1411. Оп.1. Д.440. Л.61):
Щит пересечён на червлень и лазурь. В червлени — бегущая лиса; в лазури — шестилучевые золотые звёзды: три над одной.
На щите дворянский коронованный шлем. Нашлемник: три страусовых пера: среднее лазоревое, крайние червлёные и по сторонам их две ветви: пальмовая и лавровая. Без намёта. Вокруг щита две скрещенные ветви, справа лавровая, слева дубовая.

## Герб используют
Август Вольф, г. Постемп, жалован 27.01.1820 дипломом на потомственное дворянское достоинство Царства Польского (Дневник законов Царства Польского VII-144).